# Kebara-Höhle
Die Kebara-Höhle (hebräisch מְעָרַת כַּבַּארַה Məʿarat Kabbārah) ist eine während des späten Mittelpaläolithikums wiederholt von Neandertalern und anatomisch modernen Menschen (Homo sapiens) aufgesuchte Karsthöhle am westlichen Steilhang des Karmel in Nordpalästina, südlich von Haifa, in Israel.
Als bedeutendster Fund gilt das 1983 ausgegrabene Skelett eines Neandertalers, der in der Höhle möglicherweise bestattet wurde. Erhalten geblieben ist auch das Zungenbein des Toten, das einzige bislang geborgene Zungenbein eines Neandertalers. Die Gestalt dieses Knochens ließ die Deutung zu, dass Neandertaler sprechen konnten.

## Archäologische Forschung

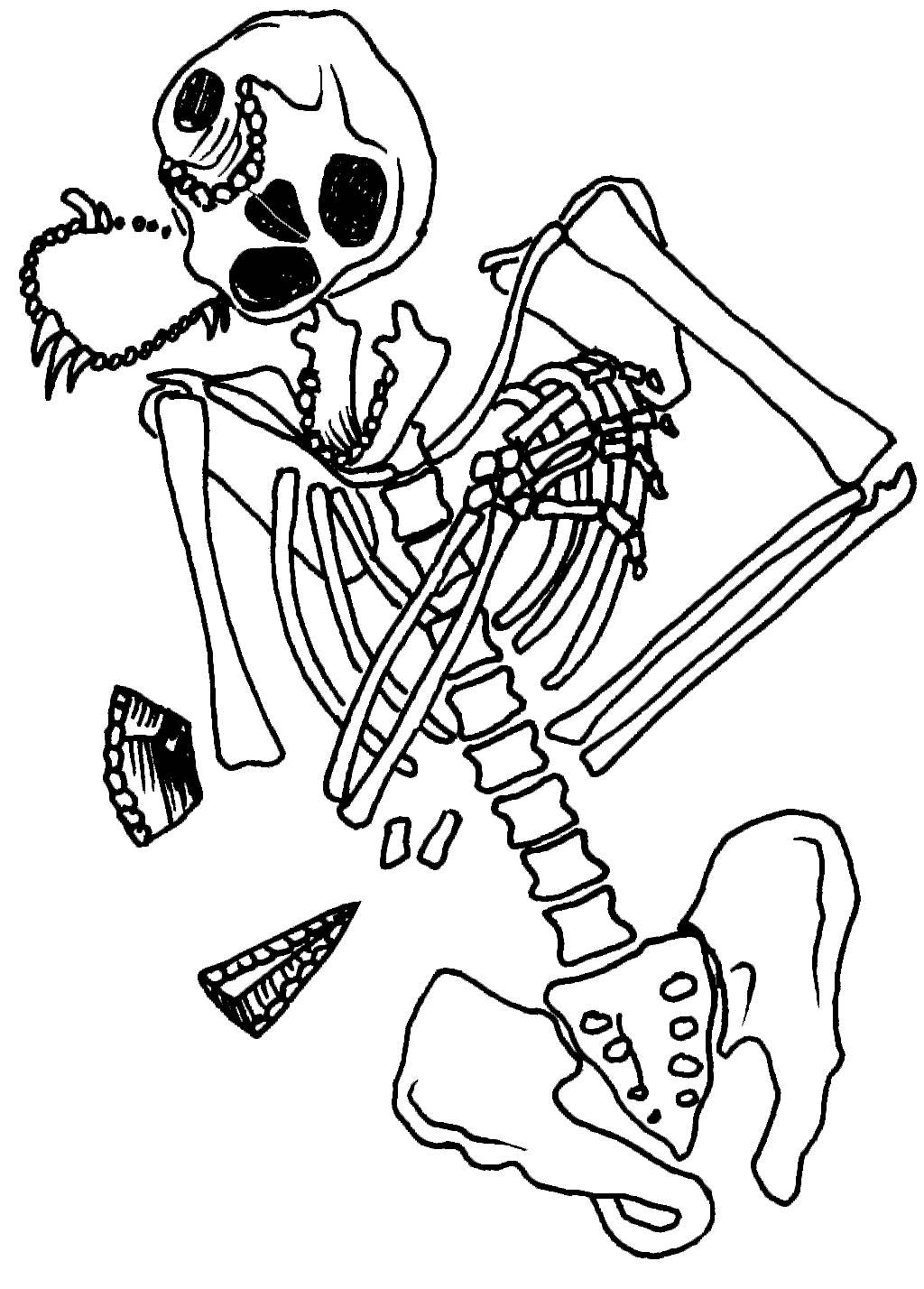
Fundsituation der Knochen von Kebara 2 (zeichnerische Darstellung)

Die gut sichtbare Höhle am westlichen Abhang des Karmelgebirges wurde erstmals 1931 von Francis Turville-Petre und Dorothy Garrod wissenschaftlich untersucht, wobei zunächst nur in den oberen, jüngeren Fundschichten (Natufien, Kebaran, Jungpaläolithikum) gegraben wurde, deren Artefakte von anatomisch modernen Menschen hergestellt wurden. Eine der Kultur des frühen Natufien zugeschriebene Fundschicht wurde auf ein Alter zwischen 14.500 und 13.000 Jahren (cal BP) datiert: Ein Gemeinschaftsgrab barg die Skelettreste von 11 Kindern und sechs Erwachsenen. Bei allen Erwachsenen fand man Anzeichen von Gewalt. Ein erwachsener Mann hatte Steinsplitter in der Wirbelsäule. Offensichtlich überlebte er die Verletzung nicht.
1965 wurde von Forschern der Hebräischen Universität Jerusalem unter Leitung von Moshe Stekelis das teilweise erhaltene Skelett eines Neandertaler-Säuglings entdeckt (Kebara 1; Sammlungsnummer KMH1, eine Abkürzung für Kebara Mousterian Hominid). Das sieben bis neun Monate alte Kind vor war etwas mehr als 60.000 Jahren gestorben. Erhalten geblieben sind Teile des Schädels, einige Knochen aus dem Bereich unterhalb des Schädels sowie sämtliche Milchzähne.
Als bedeutendster paläoanthropologischer Fund gilt das gleichfalls etwas mehr als 60.000 Jahre alte, teilweise erhaltene Skelett eines vermutlich männlichen Neandertalers (Kebara 2 oder KMH2), das 1983 am Rand einer bereits in den 1960er-Jahren ausgehobenen Grube geborgen wurde. Die Entdecker des Fossils argumentierten, dass die Lage der Knochen als Beleg für eine Bestattung interpretiert werden kann. Erhalten geblieben sind insbesondere der Unterkiefer, das fast vollständige Becken und das Zungenbein; es fehlen jedoch der Schädel, das komplette rechte Bein sowie die meisten Knochen des linken Beins. Aus dem Bau des Zungenbeins wurde geschlossen, dass die Neandertaler – aus anatomischer Sicht – in ähnlicher Weise zum Sprechen befähigt waren wie Homo sapiens. Die Beckenknochen erlaubten 1987 zudem die bis dahin verlässlichste Rekonstruktion dieses Körperteils der Neandertaler.
Der Mann starb mit 25 bis 35 Jahren. An den Knochen gab es keine Anzeichen für eine Todesursache. Mit 1,70 Metern war der Tote größer als der durchschnittliche europäische Neandertaler. Der kräftige Unterkiefer mit dem vollständigen Gebiss hat die neandertalertypische Lücke hinter den Molaren. Kebara 2 hat Ähnlichkeit mit Skeletten aus der Amud-Höhle (mit 1,8 m der größte Neandertaler) und der Tabun-Höhle (beide in Israel) sowie mit Shanidar (Irak), es ist im Körperbau allerdings robuster.
In den vier Meter starken Höhlenablagerungen wurden etwa 25.000 Artefakte des Aurignacien und Moustérien gefunden. Die ältesten Niveaus erbrachten Tausende von Tierknochen, hauptsächlich von Gazellen und Rotwild. An den teilweise verbrannten Knochen fanden sich Schnittspuren von Steinwerkzeugen, wobei bemerkenswert ist, dass die Schnittspuren an ähnlich alten Knochen aus der nur 70 Kilometer entfernten Amud-Höhle dichter angeordnet und weniger linear waren als jene aus der Kebara-Höhle. Laut einer 2025 publizierten Studie könne dies nicht durch die Art der Werkzeuge, die Geschicklichkeit der Neandertaler oder durch die verarbeitete Beute erklärt werden, die Techniken zur Nahrungszubereitung seien vielmehr möglicherweise kulturspezifisch gewesen und selbst in benachbarten Gruppen über Generationen getrennt weitergegeben worden.
Die mittleren Schichten bargen Levallois-Steinartefakte und Feuerstellen. Zuoberst lagen epi-paläolithische Relikte des Natufien.
Nach Ofer Bar-Yosef und Bernard Vandermeersch müssen die Vorfahren der Kebara-Neandertaler aus Europa zugewandert sein. Der Grund für die Migration von Norden nach Süden könnte das glaziale Klima zwischen 115.000 und 65.000 vor heute gewesen sein, vor dem Neandertaler aus Europa in den Nahen Osten auswichen, wo sie auf den anatomisch modernen Menschen stießen. Die Artefakte von Kebara sehen Steinwerkzeugen aus der Qafzeh-Höhle in Israel ähnlich. Bei den dort Bestatteten handelt es sich jedoch eindeutig nicht um Neandertaler, sondern um anatomisch moderne Menschen (Homo sapiens). Warum Bevölkerungsgruppen, die zu verschiedenen Arten gehören, im Nahen Osten die gleiche Kultur hatten, bleibt ein Rätsel.

## Belege
1. ↑  Ofer Bar-Yosef, Bernard Vandermeersch, Baruch Arensburg, A. Belfer-Cohen, P. Goldberg, H. Laville, L. Meignen, Y. Rak, J. D. Speth, E. Tchernov, M. Tillier, S. Weiner: The Excavations in Kebara Cave, Mt. Carmel. In: Current Anthropology. Band 33, Nr. 5, 1992, S. 497–550, doi:10.1086/204112.
2. ↑  Baruch Arensburg et al.: A Middle Palaeolithic human hyoid bone. In: Nature. Band 338, 1989, S. 758–760, doi:10.1038/338758a0.
3. ↑  Ruggero D’Anastasio et al.: Micro-Biomechanics of the Kebara 2 Hyoid and Its Implications for Speech in Neanderthals. In: PLoS ONE. Band 8, Nr. 12, 2013, doi:10.1371/journal.pone.0082261.
4. ↑  Francis Turville-Petre: Excavations in the Mugharet el-Kebarah. In: Journal of the Royal Anthropological Institute. Band 62, 1932, S. 271–276.
5. ↑  D. A. E. Garrod, D. M. Bate: The Stone Age of Mount Carmel. Vol. I, Clarendon Press, Oxford 1937.
6. ↑  Fanny Bocquentin, Ofer Bar-Yosef: Early Natufian remains: evidence for physical conflict from Mt. Carmel, Israel. In: Journal of Human Evolution. Band 47, Nr. 1–2, 2004, S. 19–23, doi:10.1016/j.jhevol.2004.05.003.
7. ↑  Eintrag KMH1 in: Bernard Wood: Wiley-Blackwell Encyclopedia of Human Evolution. Wiley-Blackwell, 2011, ISBN 978-1-4051-5510-6.
8. ↑  Baruch Arensburg et al.: Découverte d'un squelette humain dans les niveaux moustériens de la grotte de Kebara (Israël). In: Paléorient. Band 9, Nr. 2, S. 53–54, Volltext.
9. ↑  Yoel Rak und Baruch Arensburg: Kebara 2 Neanderthal pelvis: first look at a complete inlet. In: American Journal of Physical Anthropology. Band 73, Nr. 2, 1987, S. 227–231, doi:10.1002/ajpa.1330730209.
 Yoel Rak: On the differences between two pelvises of Mousterian context from the Qafzeh and Kebara caves, Israel. In: American Journal of Physical Anthropology. Band 81, Nr. 3, 1990, S. 323–332, doi:10.1002/ajpa.1330810302.
10. ↑  Anaëlle Jallon et al.: Cut from the same cloth? Comparing Neanderthal processing of faunal resources at Amud and Kebara caves (Israel) through cut-marks analyses. In: Frontiers in Environmental Archaeology. Band 4, 2025, doi:10.3389/fearc.2025.1575572.